# 4.50 från Paddington (film, 1961)
4.50 från Paddington (engelska: Murder She Said) är en brittisk mysteriefilm från 1961 i regi av George Pollock. Filmen är baserad på Agatha Christies roman 4.50 från Paddington från 1957. I huvudrollerna ses Margaret Rutherford som Miss Marple, Arthur Kennedy, Muriel Pavlow och James Robertson Justice, medverkar gör även Stringer Davis, Rutherfords make. MGM gjorde tre uppföljare: Mord, sa hon, Det är fult att mörda och Snusdosan, alla med Rutherford som Christies berömda amatördetektiv som hänger sig åt att dricka te, läsa deckare och lösa kniviga mordmysterier. Rutherford gjorde också en cameo som Marple i MGM:s Den mystiska blondinen med Tony Randall i huvudrollen som Hercule Poirot.

## Handling
Under en tågresa blir miss Marple vittne till hur en ung kvinna stryps, när en gardin plötsligt far upp i ett kupéfönster på det tåg som färdas på parallellspåret. Den lokala polisen kan inte finna några bevis som stödjer hennes berättelse och drar slutsatsen att den gamla damen har blandat ihop verkligheten med alla deckare hon har läst. Detta kan givetvis inte den envisa miss Marple acceptera och hon börjar därför bedriva sin egen undersökning med hjälp av sin trofasta vän Jim Stringer. De kommer fram till att kroppen måste ha kastats av tåget nära Ackenthorpe Halls ägor, vilka gränsar till järnvägsspåret. Miss Marple söker därför arbete som hushållerska på Ackenthorpe Hall för att kunna leta efter den saknade döda kroppen och pussla ihop mysteriet. Men hon måste ta itu med sin besvärliga arbetsgivare Luther Ackenthorpe i sitt sökande efter det försvunna liket. Till slut hittar hon liket gömt i ett stall, till polisinspektör Craddocks stora förtret.
Stringer avslöjar detaljerna i Ackenthorpes testamente: familjens förmögenhet ska gå till hans tålmodiga, uppmärksamma dotter Emma; hans söner Cedric, Harold och Albert; och Alexander, hans intelligenta och insiktsfulla sonson (En fjärde son, Edmund, dödades i kriget och en andra dotter, Edith, Alexanders mor, dog av sjukdom). Doktor Quimper, Ackenthorpes läkare, och Emma är hemligt förälskade. Trädgårdsmästaren Hillman och den deltidsanställda tjänarinnan mrs Kidder avrundar etablissemanget och listan över misstänkta.
Alexander hittar den första ledtråden, en speldosa som spelar "Frère Jacques", i närheten av där kroppen måste ha landat. När Emma avslöjar att hon nyligen fått ett brev från en fransk kvinna vid namn Martine, som påstår att hon gifte sig med Edmund strax innan han dog och därför är en arvinge, verkar den döda kvinnans identitet och motivet till brottet klara.
Arsenik i curryankan som tillagas av miss Marple gör alla som äter den illamående, men det är bara Albert som dör. Sedan dödas Harold av sitt eget hagelgevär. Polisen är osäker på om det var ett självmord av en ångerfull mördare eller det tredje offret. Miss Marple låter sig dock inte luras och gillrar en fälla och använder speldosan som bete. Dr Quimper avslöjas som skurken. Den döda kvinnan var inte alls Martine, utan hans egen fru. Quimper fruktade att speldosan, som var en gåva till hans fru, skulle kunna spåras till honom. Han hade för avsikt att göra sig av med de andra arvingarna och gifta sig med Emma. Han administrerade en andra, dödlig dos arsenik medan han påstods ta hand om Albert. När Dr. Quimper får reda på att miss Marple har genomskådat honom, försöker han mörda henne med en dödlig injektion. Kommissarie Craddock lyckas dock ingripa i sista stund och gripa mördaren. I slutet av filmen friar hyresvärden Luther Ackenthorpe till miss Marple, men hon vägrar.

### Skillnader från romanen
Som med de flesta av hennes porträtt av miss Marple var Margaret Rutherfords tolkning helt annorlunda än Agatha Christies. Dessutom har Agatha Christies spänning och underliggande mörker till stor del ersatts av ljusa, till och med nyckfulla inslag som är typiska för en restaurationskomedi.
I romanen är det en äldre kvinna vid namn Elspeth McGillicuddy som blir vittne till mordet, inte hennes väninna miss Marple, som introduceras senare. I romanen skickas också en ung bekant till miss Marple, inte miss Marple själv, för att agera hushållerska på den misstänkta platsen. Herrgården där miss Marple gör sina efterforskningar kallas Rutherford Hall i romanen, men detta ändrades till Ackenthorpe Hall i filmen för att undvika att använda huvudrollsinnehavarens efternamn. Crackenthorpe, familjenamnet i romanen, förkortades till Ackenthorpe.

## Om filmen
- I filmen har man uteslutit både mrs McGillicuddy och Lucy; här är det miss Marple själv som bevittnar mordet. Det är även hon som tar plats som hemhjälp för att kunna söka efter mördaren.
- 4.50 från Paddington är den första av totalt fyra "Miss Marple"-filmer med Margaret Rutherford i huvudrollen. Margaret Rutherford insisterade på att bära sina egna kläder i filmen. Hon gjorde också anspråk på rollen som Mr. Stringer, skapad speciellt för filmerna för hennes make Stringer Davis, vilket Agatha Christie inte gillade särskilt.
- Mrs. Kidders spelas av Joan Hickson som på 1980-talet blev den ledande skådespelerskan i en engelsk Miss Marple-serie. Som en del av serien medverkade hon i 1987 års TV-remake av 4.50 från Paddington, som följde romanen mycket närmare.
- Under tågresan i början av filmen läser miss Marple kriminalromanen Death has Windows av en författare vid namn Michael Southcott, men varken boken eller författaren existerar i verkligheten. Mot slutet av filmen ses en kopia av Mord är lätt av Agatha Christie i miss Marples rum.
- Miss Marple berättar för tågkonduktören om mordet hon bevittnat och ger honom sin adress: I filmatiseringarna med Margaret Rutherford bor miss Marple på Old Pasture Lane i den fiktiva byn Milchester. I romanen bor miss Marple dock i den fiktiva lilla byn St. Mary Mead, en typisk engelsk by i det lika fiktiva grevskapet Downshire, inte långt från den större centrala staden Much Benham, där brottsutredningsavdelningen också finns.

## Rollista i urval
- Margaret Rutherford - Miss Jane Marple
- Arthur Kennedy - Dr. Paul Quimper
- Muriel Pavlow - Emma Ackenthorpe
- James Robertson Justice - Mr. Ackenthorpe
- Thorley Walters - Cedric Ackenthorpe
- Bud Tingwell - Kommissarie Craddock
- Conrad Phillips - Harold Ackenthorpe
- Ronald Howard - Brian Eastley, Alexanders far
- Joan Hickson - Mrs. Kidder, hembiträde (kom senare att spela Miss Marple i en nyinspelning av filmen från 1987)
- Stringer Davis - Jim Stringer
- Ronnie Raymond - Alexander Eastley
- Gerald Cross - Albert Ackenthorpe
- Michael Golden - Hillman
- Barbara Leake - Mrs. Hilda Stainton
- Gordon Harris - Sergeant Bacon
- Peter Butterworth - konduktör
- Richard Briers - "Mrs. Binster", från Mrs. Binsters Employment Agency
- Lucy Griffiths - Lucy

## Mottagande
4.50 från Paddington har ett betyg på 83% på Rotten Tomatoes. Kritikern Almar Halfidason på BBC:s filmsajt gav filmen fyra stjärnor av fem möjliga och kallade den "härligt prillig" och "rolig".
Agatha Christie ogillade filmen och klagade över det svaga slutet. Hon var även skadeglad över att filmerna gick dålig på bio. Till en början hade hon sålt rättigheterna till böckerna i hopp om att MGM skulle ha större begåvning i att bearbeta dem än tidigare producenter hade haft. Hon blev besviken när MGM deklarerade att de inte ämnade göra några TV-filmer, som Christie hade önskat, utan istället biofilmer.